# Raúl Ormeño
Raúl Elías Ormeño Pacheco (né le 21 juin 1958 à Temuco) est un footballeur chilien. Il évoluait au poste de milieu de terrain.
Il participe à la Coupe du monde 1982 en Espagne puis à la Copa América 1989 avec l'équipe du Chili.

## Biographie
Il dispute deux matchs comptant pour les éliminatoires de la Coupe du monde 1990 : le premier face au Venezuela et le second contre le Brésil.

## Clubs
- 1975-1991 : Colo-Colo ( Chili)

## Palmarès
- Champion du Chili en 1979, 1981, 1983, 1986, 1989, 1990 et 1991 avec Colo-Colo
- Vainqueur de la Coupe du Chili en 1981, 1982, 1985, 1988, 1989 et 1990 avec Colo-Colo